# 里普尼夫
49°58′57″N 24°29′57″E / 49.98250°N 24.49917°E
里普尼夫（烏克蘭語：Ріпнів），是烏克蘭西部的村莊，隸屬利維夫州的佐洛奇夫區。該村始建於1400年，面積2.63平方公里，海拔高度231米，2019年人口1,044，人口密度每平方公里397.26人。